# 坑口村 (祁门县)
坑口村是安徽省南部黄山市祁门县闪里镇的一个村。
坑口村于2014年3月7日公布为第六批中国历史文化名村。该村拥有以下文物保护单位：
- 陈氏宗祠，明，黄山市文物保护单位